# Tàu corvette

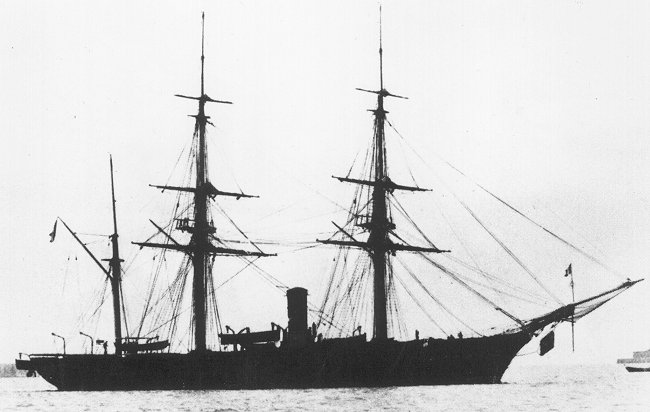
Tàu corvette hơi nước Pháp Dupleix (1856–1887)

Corvette (nguồn gốc từ tiếng Pháp: corvair; tiếng Việt còn có thể dịch là tàu hộ tống nhỏ, tàu hộ vệ hay hộ vệ hạm (護衛艦)) là một kiểu tàu chiến nhỏ, cơ động, trang bị vũ khí nhẹ, thường nhỏ hơn một chiếc tàu frigate (khoảng trên 2.000 tấn) và lớn hơn một tàu tuần duyên hoặc khinh tốc đỉnh (500 tấn hay nhẹ hơn), mặc dù nhiều thiết kế gần đây có kích cỡ và vai trò tương tự như là tàu frigate. Trong Kỷ nguyên tàu buồm, tàu corvette nhỏ hơn tàu frigate và lớn hơn tàu xà lúp chiến trận, thường là với một sàn pháo. Mặc dù hầu hết Hải quân hiện đại sử dụng tàu nhỏ hơn tàu frigate cho các hoạt động duyên hải, không phải tất cả chúng đều mang tên corvette hoặc tương đương. Cấp bậc Thuyền trưởng Corvette (tiếng Anh: Corvette Captain, tiếng Pháp: Capitaine de corvette, được hải quân một số nước sử dụng, tương đương Thiếu tá Hải quân) xuất phát từ tên của kiểu tàu này.

## Kỷ nguyên Tàu buồm

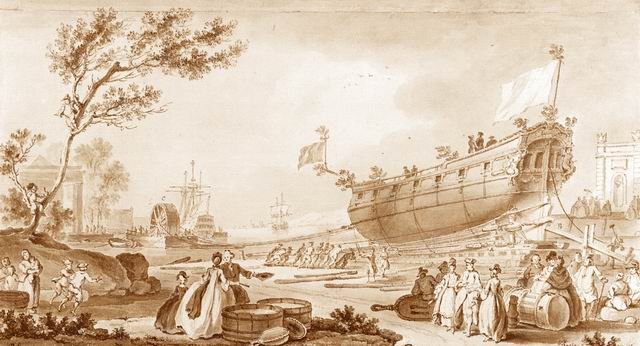
Hạ thủy chiếc tàu corvette Pháp LAurore năm 1767.

Trong Kỷ nguyên tàu buồm, corvette là một trong nhiều loại tàu chiến nhỏ, rất gần gũi với tàu xà lúp chiến trận. Vai trò của corvette hầu như chỉ bao gồm tuần tra duyên hải, tham gia các trận chiến nhỏ, hỗ trợ các hạm đội lớn, hay tham gia các nhiệm vụ phô trương lực lượng. Hải quân Hoàng gia Anh bắt đầu sử dụng những tàu chiến nhỏ vào những năm 1650, nhưng mô tả chúng như những tàu xà-lúp thay vì corvette. Corvette lần đầu tiên được nhắc đến là bởi Hải quân Pháo trong những năm 1670, có thể là nơi xuất xứ của từ này. Hải quân Hoàng gia không sử dụng từ này cho đến sau các cuộc chiến tranh Napoleon để mô tả những tàu nhỏ hơn không được xếp hạng tương tự như một tàu xà-lúp.
Đa số tàu corvette và tàu xà-lúp của thế kỷ 17 có chiều dài khoảng từ 12 đến 18 m (40–60 ft) và trọng lượng từ 40 đến 70 tấn. Chúng mang theo từ bốn đến tám khẩu pháo nhỏ trên một sàn duy nhất. Theo thời gian, những chiếc gia tăng về kích cỡ và khả năng được gọi là corvette; cho đến đầu thế kỷ 19 chúng đạt đến chiều dài 30 m (100 ft) và nặng khoảng 400 đến 600 tấn. Một trong số những chiếc corvette lớn nhất trong Kỷ nguyên tàu buồm là chiếc tàu chiến Hoa Kỳ USS Constellation, đóng năm 1855; dài 54 m (176 ft) và mang theo 24 khẩu pháo. Nó lớn đến mức một số sử gia hải quân xem nó là một tàu frigate.

## Kỷ nguyên tàu hơi nước
Tàu chiến trong kỷ nguyên hơi nước trở nên nhanh và cơ động hơn so với những tàu buồm tiền bối. Corvette trong giai đoạn này tiêu biểu thường được sử dụng cùng với các pháo hạm trong nhiệm vụ tại các thuộc địa. Thiết giáp hạm và các tàu chiến lớn khác không cần thiết khi phải chiến đấu với người bản xứ tại Viễn Đông và Phi Châu.

## Chiến tranh Thế giới thứ hai

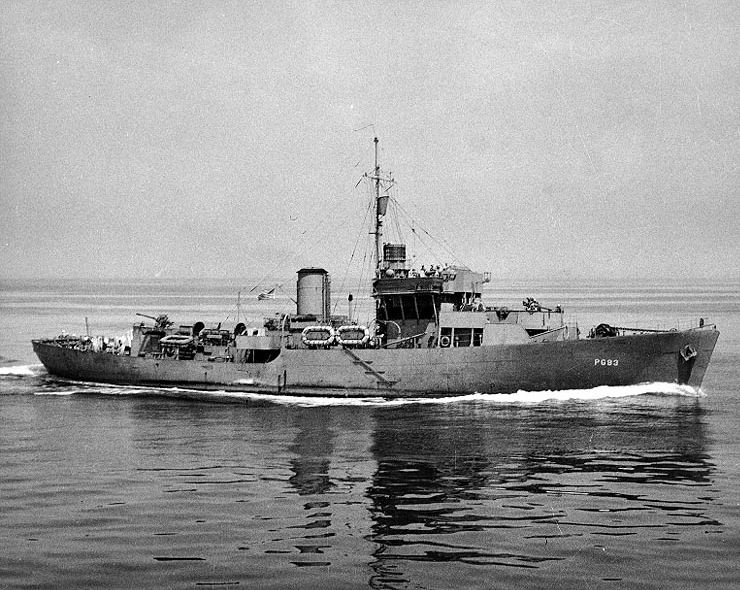
USS Intensity (PG-93), một chiếc corvette thuộc lớp Flower do Hoa Kỳ sử dụng trong Thế Chiến II

Tàu corvette hiện đại xuất hiện trong Chiến tranh Thế giới thứ hai như là những tàu được chế tạo dễ dàng cho vai trò tuần tra và hộ tống đoàn tàu vận tải. Nhà thiết kế hải quân người Anh William Reed đã vẽ kiểu ra một loại tàu nhỏ dựa trên lườn của tàu săn cá voi Southern Pride một trục chân vịt của hãng Smiths Dock Company, khi mà thiết kế đơn giản và những tiêu chuẩn chế tạo kiểu tàu buôn cho phép chế tạo nhanh với số lượng lớn tại các xưởng đóng tàu nhỏ vốn chưa từng được hải quân huy động. Bộ trưởng Hải quân Anh Quốc, sau này là Thủ tướng, Winston Churchill, đã góp công vào việc làm hồi sinh cái tên "corvette".
Trong cuộc chạy đua vũ trang dẫn đến Thế Chiến II, thuật ngữ "corvette" đã suýt gắn liền với lớp tàu khu trục Tribal. Nó lớn hơn nhiều và khác biệt đáng kể so với các lớp tàu khu trục khác của Anh đến mức một số người đã đề nghị cho phục hồi tên lớp "corvette" để áp dụng cho chúng. Ý tưởng này bị bác bỏ, và cái tên được áp dụng cho những tàu hộ tống nhỏ, được chế tạo hàng loạt để chống tàu ngầm như là lớp Flower trong Thế Chiến II.
Tàu corvette hiện đại đầu tiên thuộc lớp Flower (Hải quân Hoàng gia Anh đặt tên chúng theo các loài hoa, trong khi Hải quân Hoàng gia Canada đặt tên theo các thành phố nhỏ và thị trấn ở Canada). Nhiệm vụ chính của chúng là bảo vệ các đoàn tàu vận tải vượt Bắc Đại Tây Dương và trên đường đi từ Anh sang Murmansk mang hàng tiếp liệu cho Liên Xô.

Các tàu corvette Canada trong nhiệm vụ hộ tống chống tàu ngầm cho đoàn tàu vận tải trong Chiến tranh Thế giới thứ hai.

Lớp Flower thoạt tiên được thiết kế dành cho việc tuần tra gần bờ, và không phải là lý tưởng cho vai trò hộ tống chống tàu ngầm; chúng quá ngắn để hoạt động ngoài biển khơi, vũ khí quá nhẹ để bảo vệ phòng không, và chỉ nhanh hơn đôi chút so với những tàu buôn mà chúng hộ tống, một khiếm khuyết lớn làm cho những tàu ngầm U-boat nhanh hơn của Đức có thể chạy thoát. Chúng hữu ích và linh hoạt, nhưng điều kiện sống trong những chuyến đi biển thật kinh khủng. Vì vậy vai trò hộ tống của corvette trong Hải quân Hoàng gia sau đó được thay thế bằng tàu frigate, vốn lớn hơn, nhanh hơn, vũ trang mạnh hơn và có hai trục chân vịt. Tuy nhiên, nhiều xưởng đóng tàu nhỏ không thể đóng được những tàu kích cỡ frigate, nên một thiết kế corvette cải tiến, lớp Castle, được đưa ra sau đó trong chiến tranh, mà một số đã tiếp tục phục vụ cho đến giữa những năm 1950.
Hải quân Hoàng gia Australia chế tạo 60 chiếc lớp Bathurst, bao gồm 20 chiếc hoạt động cho Hải quân Hoàng gia Anh với thủy thủ đoàn Australia, và 4 chiếc cho Hải quân Hoàng gia Ấn Độ. Chúng được chính thức mô tả như là tàu quét mìn Australia hoặc như là tàu xà-lúp quét mìn bởi Hải quân Hoàng gia Anh, và được đặt tên theo những thị trấn Australia.
Lớp tàu quét mìn Bird được gọi là corvette trong Hải quân Hoàng gia New Zealand, và hai chiếc như vậy, Kiwi và Moa, đã đâm và đánh chìm tàu ngầm Nhật Bản I-1 lớn hơn nhiều, vào năm 1943 tại quần đảo Solomon.

## Tàu corvette hiện đại

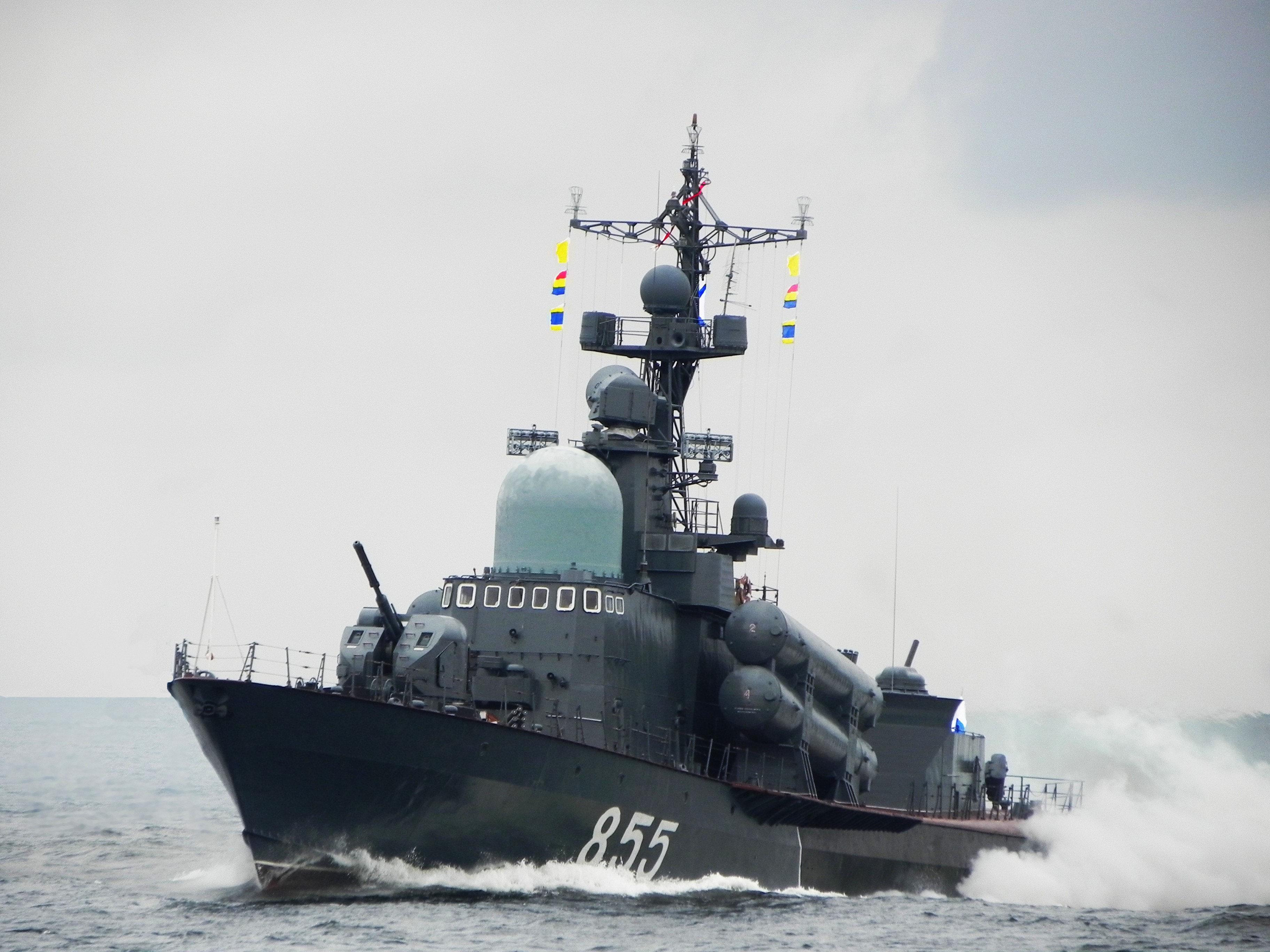
Tàu corvette Molniya

Công việc chế tạo F-511 TCG Heybeliada, chiếc dẫn đầu trong số 12 tàu corvette thuộc lớp Milgem của Hải quân Thổ Nhĩ Kỳ

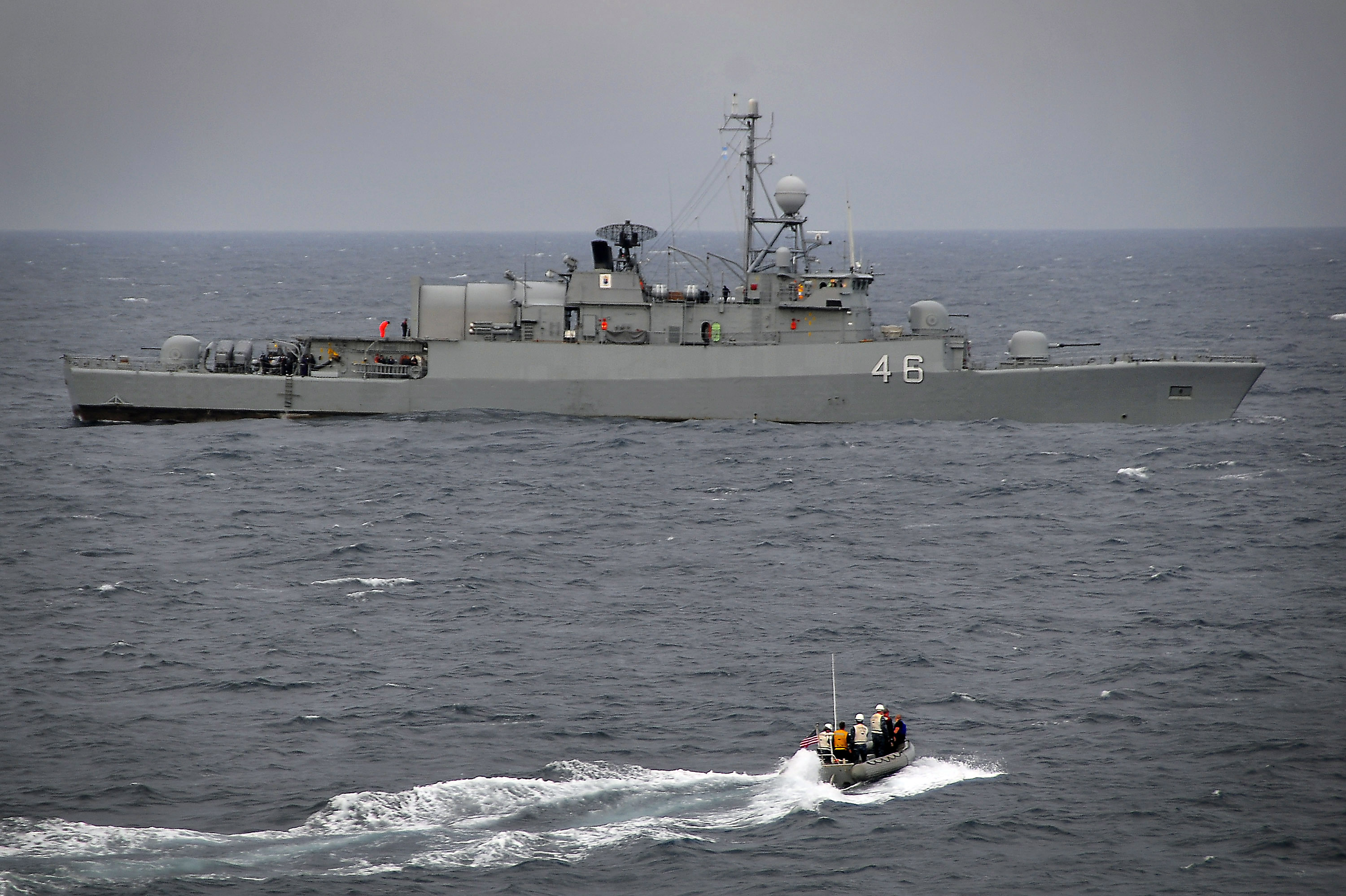
Tàu corvette ARA Gomez Roca (P-46) thuộc lớp Espora của Argentine

Hải quân hiện đại của các nước bắt đầu từ cuối thế kỷ 20 và đầu thế kỷ 21 có xu hướng chế tạo những hạm tàu nổi nhỏ hơn có khả năng cơ động lớn hơn. Tàu corvette có trọng lượng rẽ nước từ 550 đến 2.800 tấn và dài 55–100 m (180–330 ft). Chúng thường được trang bị pháo cỡ trung và cỡ nhỏ, tên lửa đất-đối-đất và đất-đối-không cùng vũ khí chống tàu ngầm dưới mặt nước. Nhiều chiếc có khả năng mang theo một máy bay trực thăng chống tàu ngầm cỡ trung và cỡ nhỏ.

### Các lớp tàu corvette hiện nay
Hải quân nhiều nước hiện đang sử dụng tàu corvette; trong đó bao gồm Thụy Điển, Pakistan, Đức, Đan Mạch, Ý, Ấn Độ, Trung Quốc, Hàn Quốc, Israel, Rumani, Bulgari, Ba Lan, Thổ Nhĩ Kỳ, Brasil, Hy Lạp và Nga. Những nước tiếp giáp với các biển nhỏ như là biển Baltic hay vịnh Ba Tư có khuynh hướng đóng những tàu corvette nhỏ hơn và cơ động hơn.
Có lẽ chiếc tàu corvette tiên tiến nhất hiện đang được sử dụng là lớp Visby của Hải quân Thụy Điển. Nó là chiếc tàu chiến hoạt động đầu tiên được áp dụng rộng rãi kỹ thuật tàng hình.
Hoa Kỳ đang phát triển tàu chiến đấu ven biển (Littoral combat ship), vốn rất giống tàu corvette, nhưng có lườn tàu lớn hơn cho phép bố trí các modun nhiệm vụ, cho phép chúng thực hiện những nhiệm vụ mà trước đây được giao cho những lớp tàu chuyên biệt như tàu quét mìn hoặc lớp frigate Oliver Hazard Perry chống tàu ngầm.
Lớp corvette mới Braunschweig của Đức được thiết kế để bổ sung cho những tàu tấn công nhanh, có tích hợp kỹ thuật tàng hình và các khả năng tấn công trên bộ.
Thổ Nhĩ Kỳ bắt đầu chế tạo chiếc đầu tiên trong số 12 tàu corvette tàng hình thuộc lớp Milgem vào tháng 7 năm 2005. Chiếc dẫn đầu, TCG Heybeliada, được dự tính bắt đầu chạy thử máy vào tháng 10 năm 2010. Khái niệm thiết kế và nhiệm vụ dành cho Milgem tương tự như LCS-1 (tàu chiến đấu ven biển) của Hoa Kỳ. Tám chiếc đầu tiên của lớp Milgem được xếp loại như những corvette, trong khi bốn chiếc sau cùng sẽ được gọi là lớp F-100 và được phân loại như những tàu frigate. Lớp F-100 sẽ có kích cỡ hơi lớn hơn và được trang bị tên lửa phóng thẳng đứng Mk.41 VLS và ESSM, cùng các hệ thống bổ sung khác để cải thiện các khả năng đa nhiệm.
Hải quân Hy Lạp phân loại lớp tàu này là tàu tấn công tên lửa nhanh. Một kiểu tương tự là lớp Kilic của Hải quân Thổ Nhĩ Kỳ, được Lürssen Werft, nhà thiết kế người Đức của con tàu, xếp loại là tàu corvette.
Hải quân Indonesia được trang bị những chiếc corvette tự thiết kế tên gọi 104 M vào năm 2008. Chúng có thể được trang bị tên lửa đối hạm C-802 của Trung Quốc, vốn đã được trang bị trên các tàu tuần tra lớp FPB 57 tự chế tạo.

## Những chiếc corvette bảo tồn
Những chiếc corvette dưới đây hiện đang được giữ lại và bảo tồn như những tàu bảo tàng:
- ARA Uruguay, tàu corvette buồm và hơi nước hạ thủy năm 1874, Buenos Aires, Argentina
- Hiddensee, tàu corvette tên lửa lớp Tarantull hạ thủy năm 1984, Fall River, Massachusetts, Hoa Kỳ
- HMCS Sackville, tàu corvette lớp Flower hạ thủy năm 1941, Halifax, Nova Scotia, Canada
- HMAS Castlemaine, tàu corvette lớp Bathurst hạ thủy năm 1941, Williamstown, Victoria, Australia
- FNS Karjala, tàu corvette lớp Turunmaa hạ thủy năm 1968, Turku, Phần Lan
- HTMS Maeklong, tàu corvette hạ thủy năm 1938, Thái Lan